# Carrière de Lanaye Supérieur

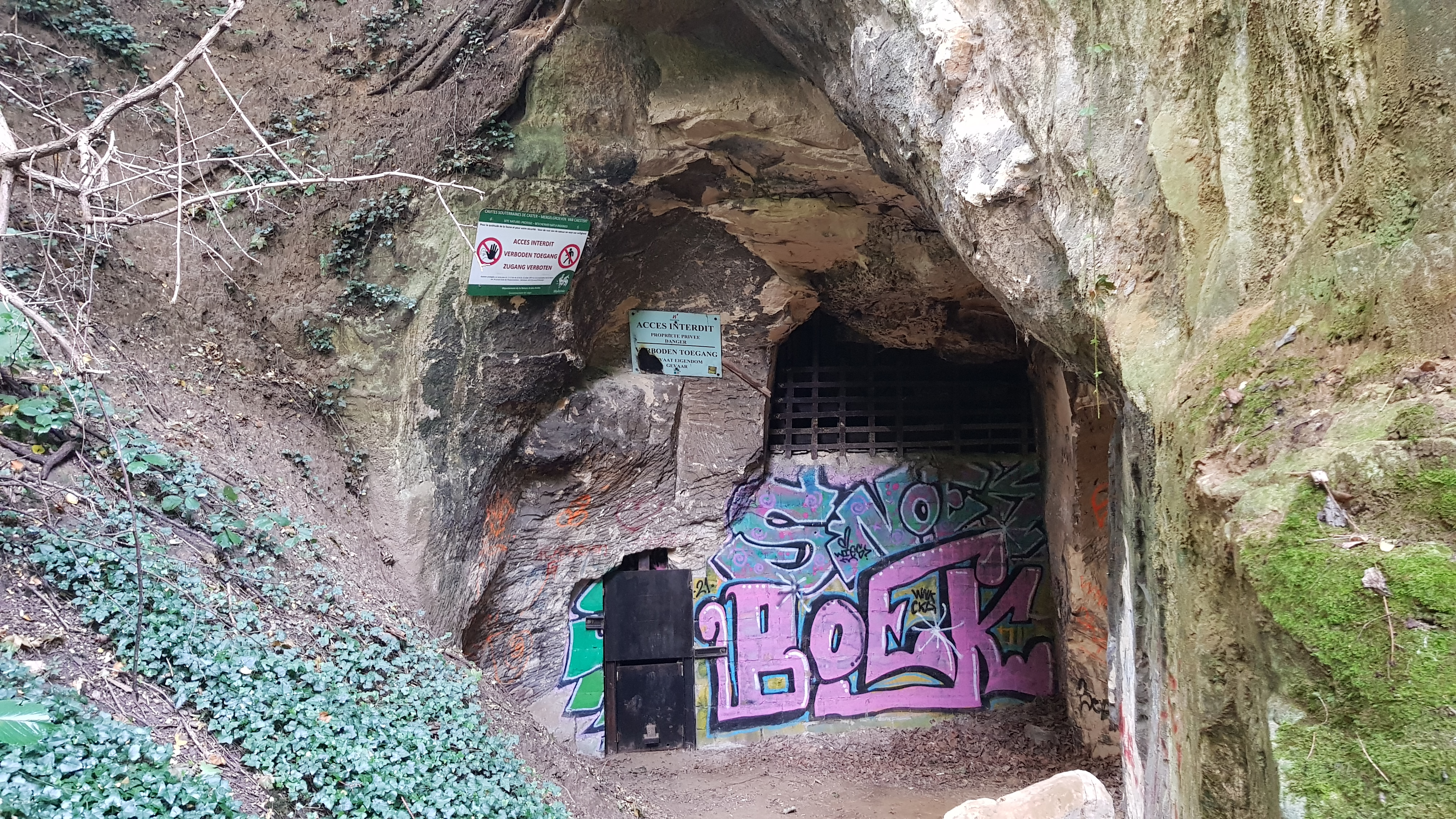
Entrée de la carrière

La carrière de Lanaye supérieur est une carrière souterraine de tuffeau dans la partie sud de Montagne Saint-Pierre. 

## Description
Il s'agit d'un  réseau de 5 km de galeries à la limite des communes belges de Riemst et Visé au nord-ouest de Petit-Lanaye et au sud-est de Canne. Les deux tiers de cette carrière s'étendent sous le territoire de la commune de Riemst (Région Flamande), l'autre tiers ainsi que les entrées se trouvent sur celui de la commune de Visé (Région Wallonne). 
La partie wallonne de la carrière se trouve dans la zone protégée du Thier de Caster. 
La carrière se trouve au sud de la ferme de Caester. Au nord de la carrière se trouvent la Carrière des Caveaux, la Carrière du Château et la Carrière de Caster. Du côté sud-est, le système de couloir se raccorde à la Carrière de Lanaye Intermédiaire et très proche au sud de la carrière se trouve la Carrière de Lanaye Inférieure
Des marques sur le plafond de la carrière indiquent un début d'exploitation du tuffeau au XVe siècle.
A un moment donné, les galeries formaient une seule entité avec la Carrière de Lanaye Intermédiaire, mais elles en ont été à nouveau séparées par des zones d'effondrement. Le réseau de la Carrière de Lanaye Supèrieure est plus petite que la Carrière de Caster et de la Carrière de Lanaye inférieure. Les galeries sont hautes mais dépassent rarement le 10 mètres. La partie supérieure (environ quatre mètres de haut) des couloirs a une forme trapézoïdale avec des murs et des piliers évasés vers l'extérieur, créés en découpant des blocs de tuffeau à batir.  La partie inférieure (environ deux mètres de haut) des couloirs est en pente vers l'intérieur, créée par l'approfondissement de couloirs existants pour l'exploitation de morceaux de marne et de poudre. Il y a deux niveaux de galeries. En de nombreux endroits, des parties des couloirs se sont effondrées et ont été remplies de terre infiltrée.
La carrière était exploitée jusqu'au XIXe siècle. Les entrées sont scellées, mais de manière que les chauves-souris puissent s'y abriter. La carrière est devenue une réserve souterraine pour l'hibernation des chauves-souris.

## Galerie

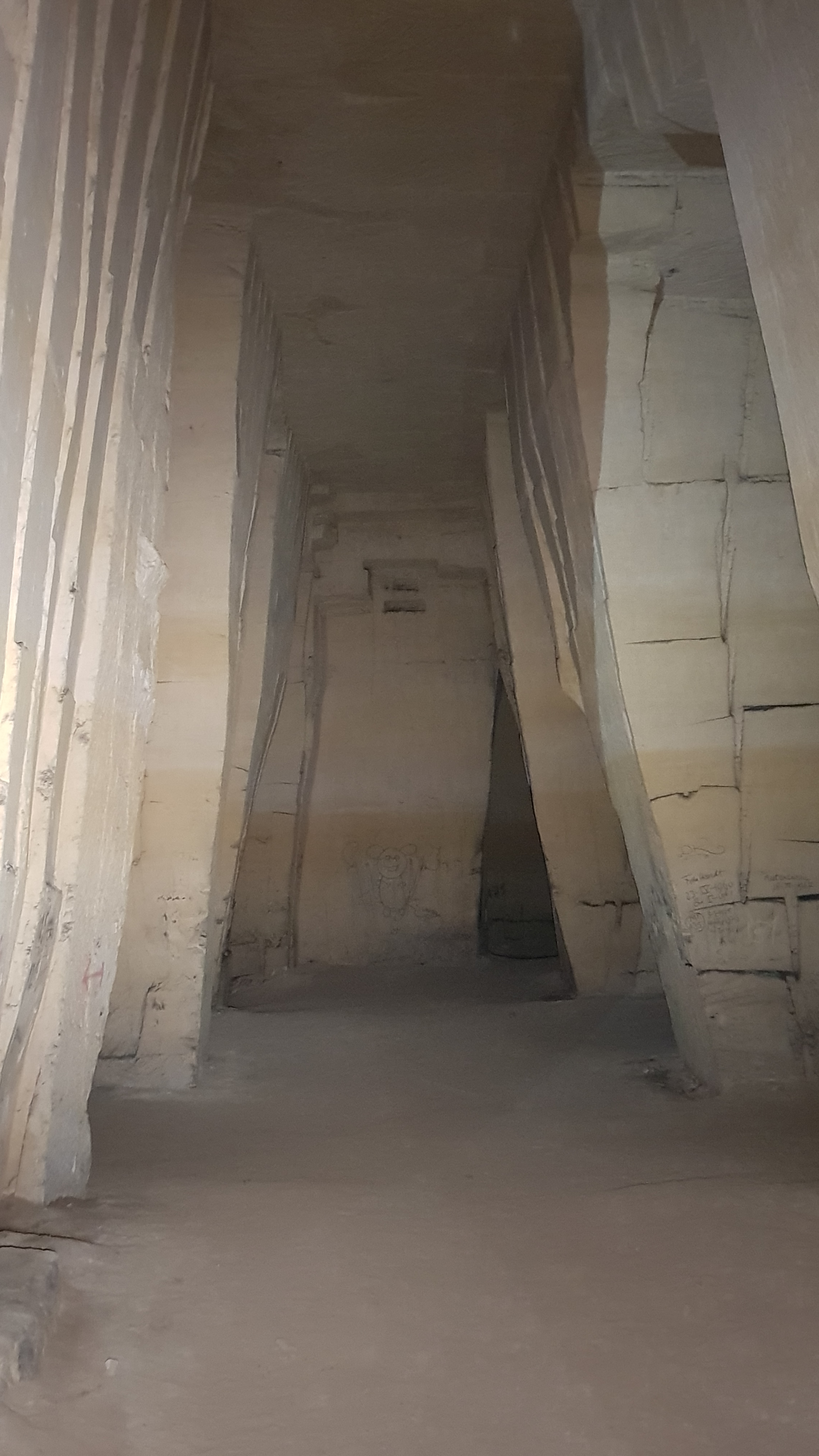
Un couloir sans approfondissement
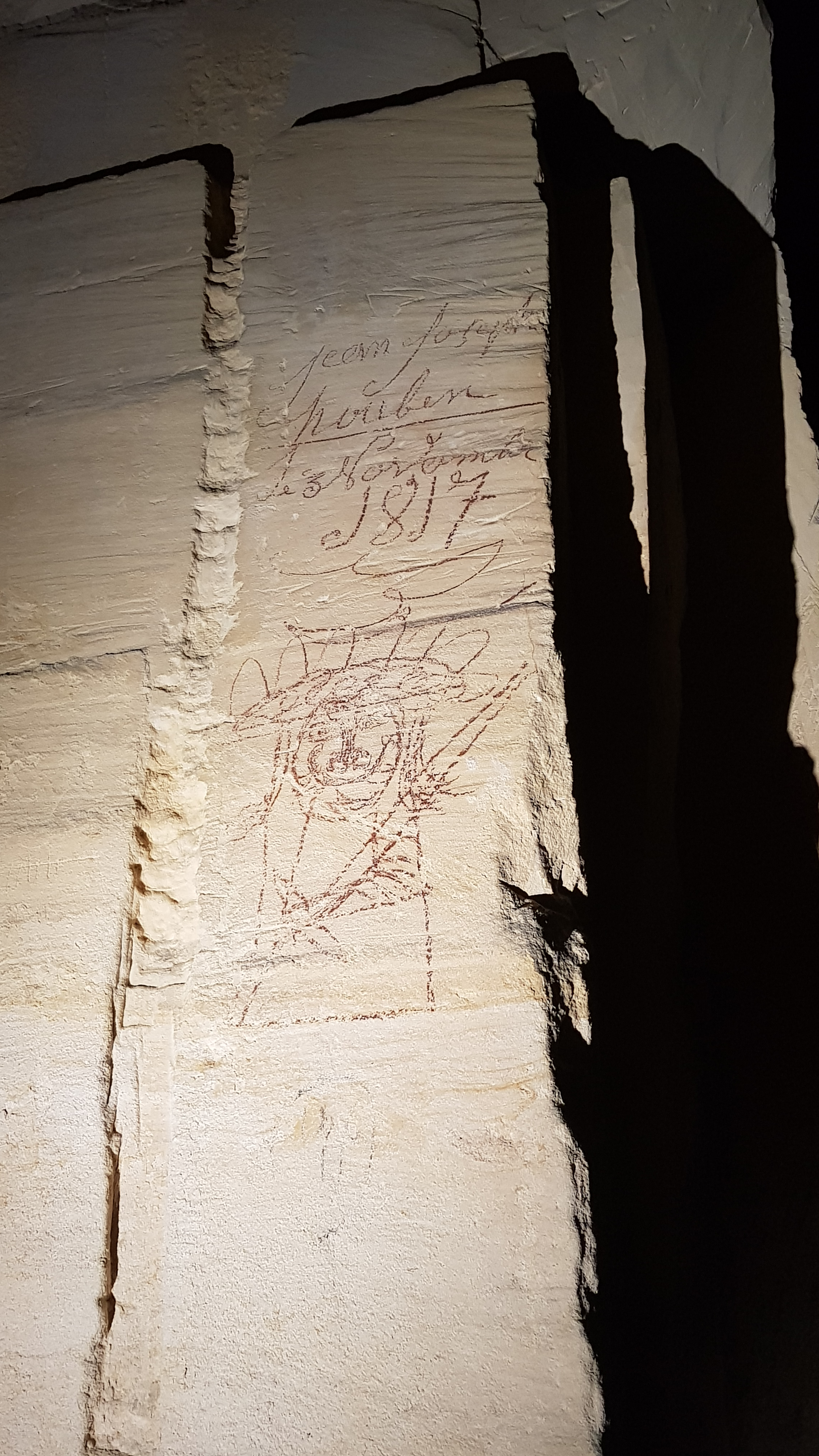
Dessin de 1817
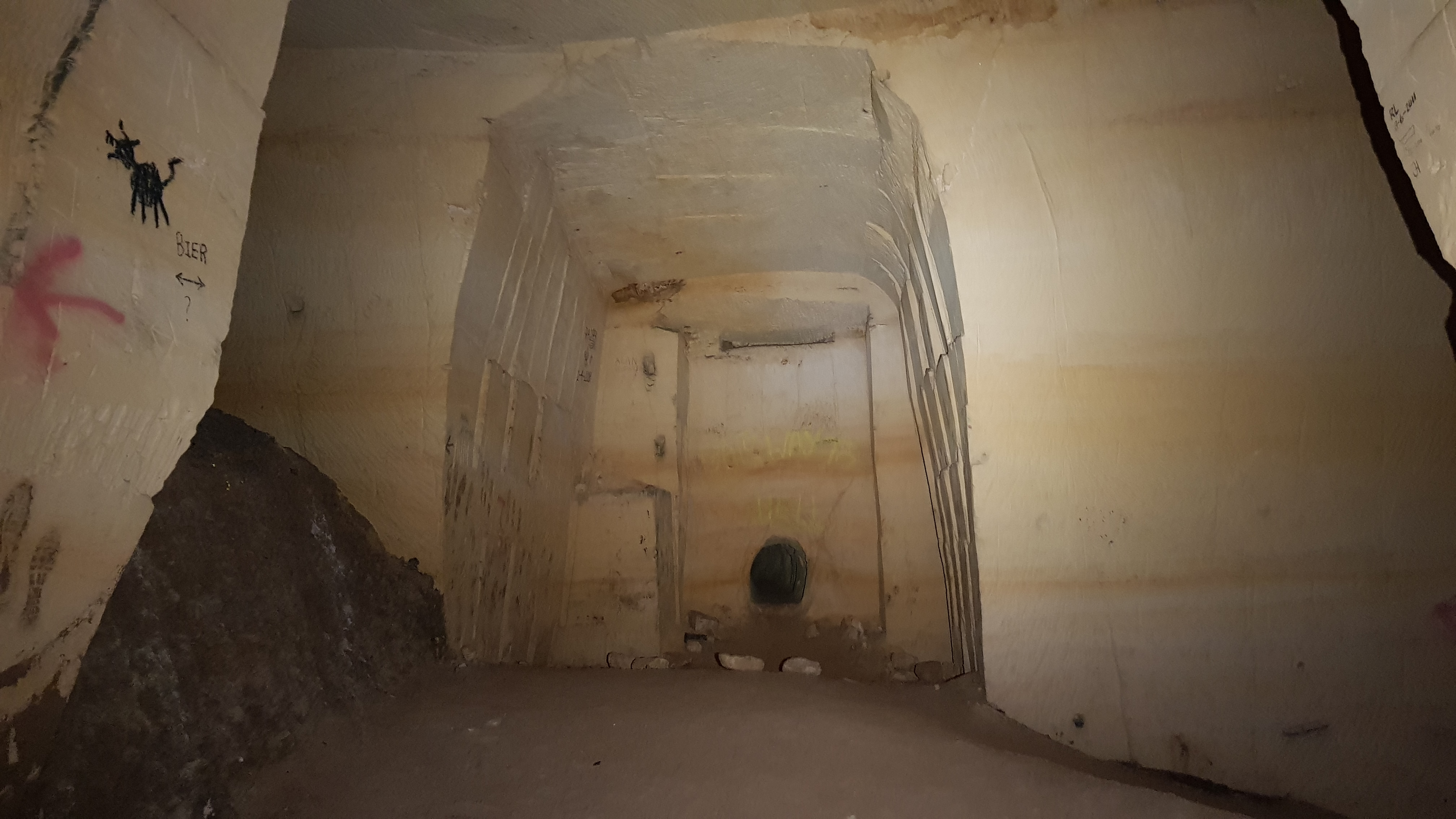
Connexion entre Lanaye Supérieur et Intermédiaire
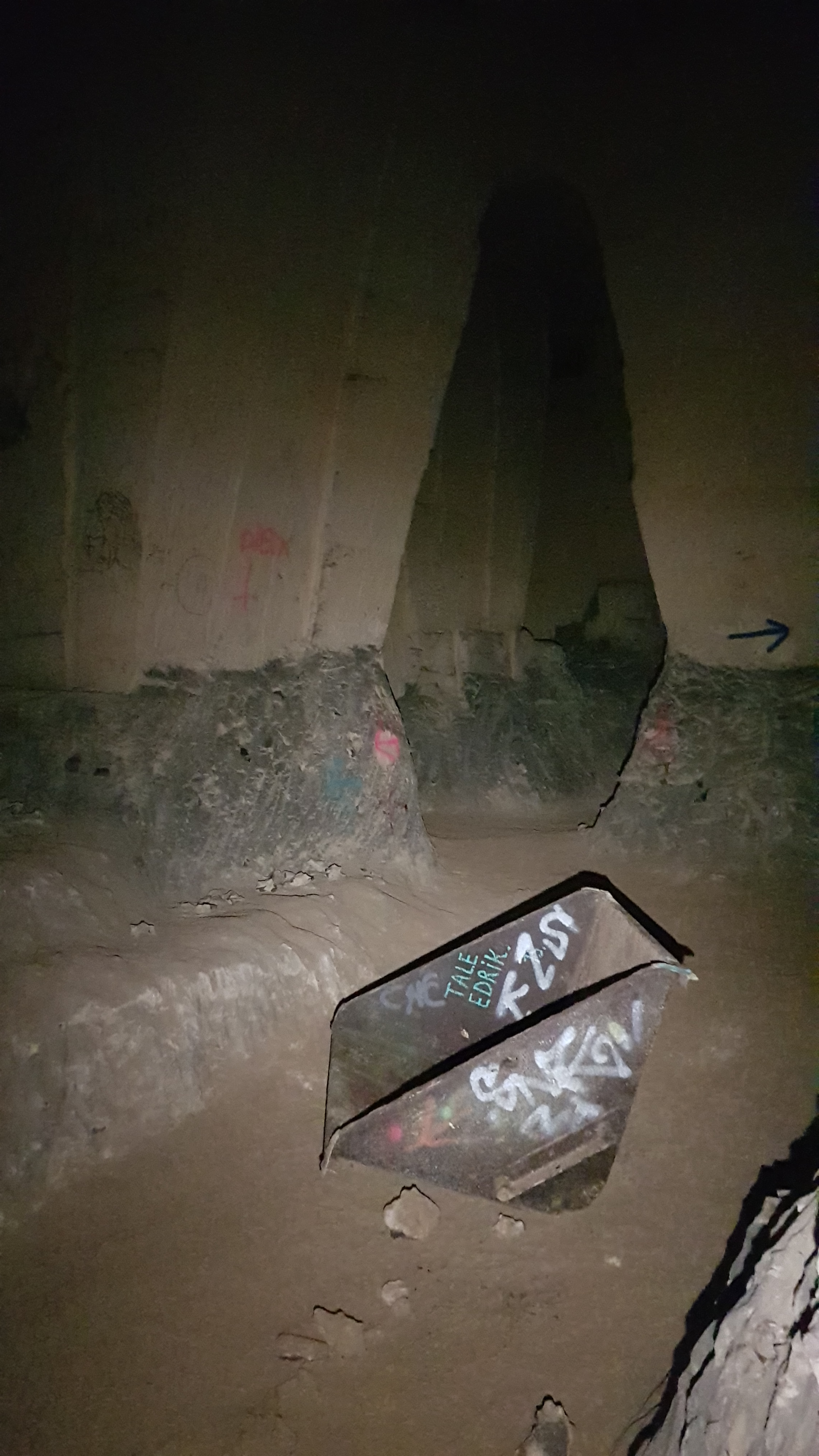
Epave de berline